# Parafia Wniebowzięcia Najświętszej Maryi Panny w Starym Gołębinie
Parafia pw. Wniebowzięcia Najświętszej Maryi Panny w Starym Gołębinie – parafia rzymskokatolicka, znajdująca się w archidiecezji poznańskiej, w dekanacie kościańskim.

## Historia
Parafia wzmiankowana dopiero w 1409 roku, erygowana najpewniej w XIV wieku, wyłączona z parafii w Wyskoci. Od początku przynależała do dekanatu kościańskiego w archidiakonacie śremskim. Pierwotny kościół drewniany był pod wezwaniem św. Urszuli i towarzyszek. Obecny kościół parafialny zbudowano w drugiej połowie XVII wieku (konsekracja w 1677 roku). W XIX wieku aż do 1969 roku parafią zarządzał proboszcz parafii w Wyskoci. 

## Terytorium
- Stary Gołębin,
- Spytkówki.

## Proboszczowie
- 1969-1981 ks. Kazimierz Sierpowski,
- 1981-1984 ks. Jerzy Rzanny,
- 1984-1993 ks. Zenon Rukszto,
- 1993-2007 ks. Zdzisław Barcik,
- 2007 ks. Piotr Budasz
- 2007-2012 ks. Marek Niemir
- 2012-2024 ks. Błażej Barczak
- 2024-  ks. Hieronim Murawa